# Kiudu jõgi
Kiudu jõgi ist ein Bach in der Landgemeinde Saaremaa im Kreis Saare auf der größten estnischen Insel Saaremaa. Er und Unguma jõgi fließen in die Bucht Kiudu lõpp. Der Fluss liegt im Naturschutzgebiet Kahtla-Kübassaare hoiuala.
Kiudu jõgi ist drei Kilometer lang.